# Línea de control

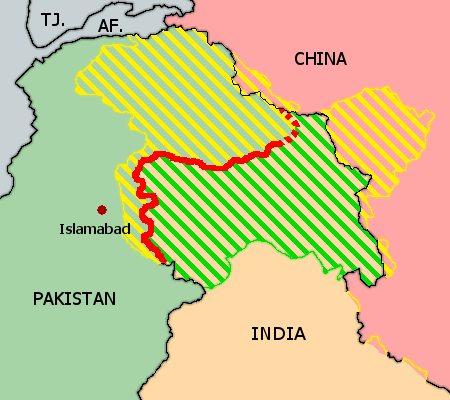
Regiones disputadas en Cachemira. En rojo, la línea de control.

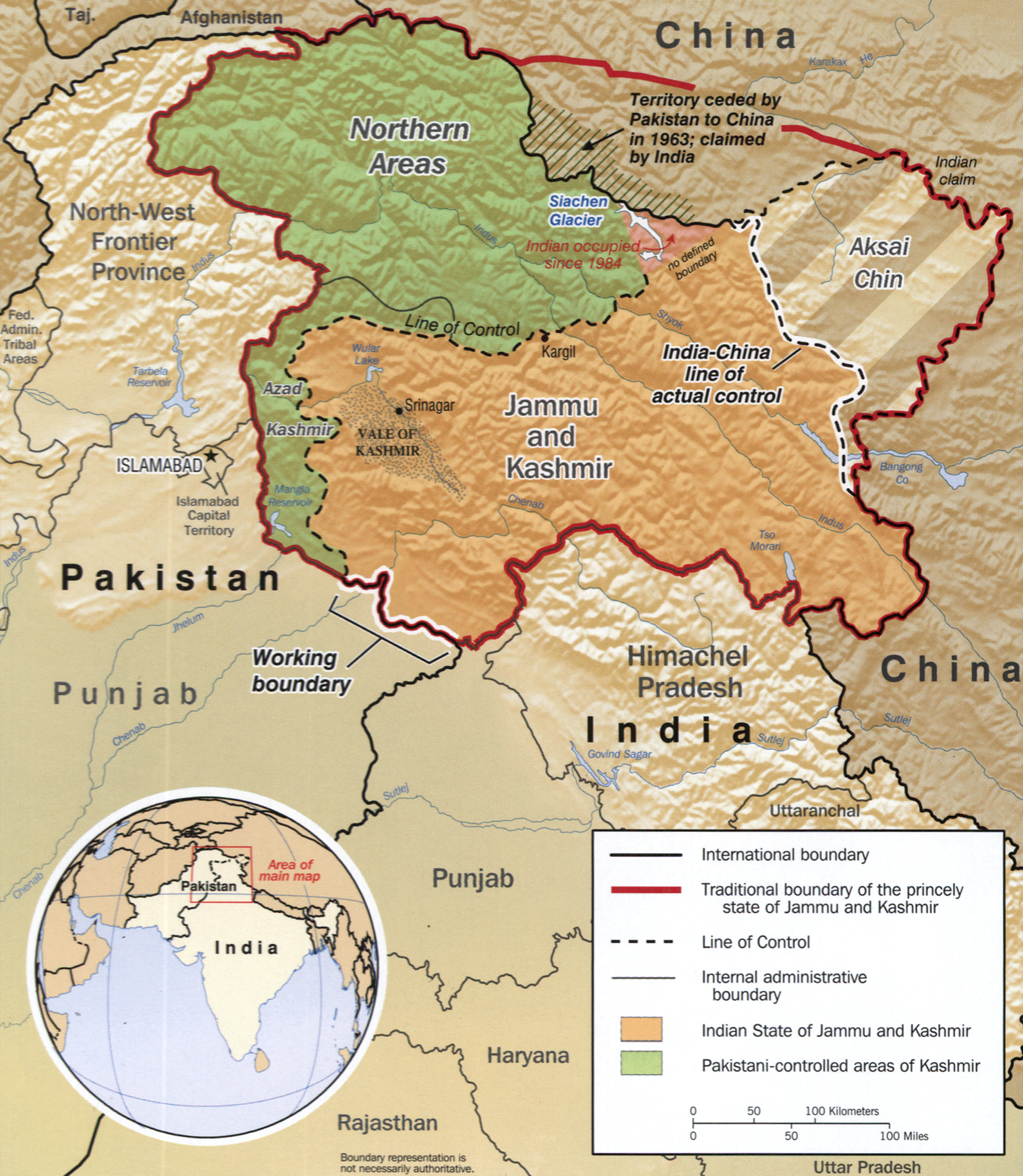
Mapa de Cachemira y sus zonas de ocupación.

El término Línea de Control (LOC por sus siglas en inglés) se emplea para referirse a la frontera militar establecida entre la India y Pakistán en el territorio del antiguo principado de Jammu y Cachemira. Esta frontera carece de reconocimiento internacional. Se conoció en un principio como «Línea de alto el fuego» y luego, tras el Acuerdo de Simla del 3 de julio de 1972, recibió el nombre de «Línea de Control». La parte del antiguo estado principesco que está bajo control indio forma el territorio de Jammu y Cachemira, en tanto las regiones controladas por Pakistán se reparten entre las provincias de Gilgit-Baltistán y Azad Cachemira. El punto más septentrional de la Línea de Control se denomina NJ9842.
Otra línea de armisticio separa la parte india, Jammu y Cachemira, de la parte china, llamada Aksai Chin. Se encuentra más hacia el este y se denomina Línea Actual de Control (Line of Actual Control, LAC, en inglés).

## Barrera de la Cachemira India
La Barrera de la Cachemira India (Indian Kashmir barrier en inglés) es una barrera de 550 kilómetros que corre paralela a los 740 kilómetros de la Línea de Control en disputa entre Pakistán e India. Fue construida por el gobierno de la India y se encuentra dentro del territorio controlado por este país. Se erigió para impedir el contrabando de armas por parte de militantes separatistas pakistaníes.
La barrera se compone de dos hileras de vallas y alambrados de 2,4 a 3,7 metros de altura, ambas electrificadas y conectadas a una red de sensores de movimiento, dispositivos de imágenes térmicas y alarmas. La estrecha franja de tierra entre las alambradas está minado.
La construcción de la barrera comenzó en la década de 1990, pero se frenó en la siguiente, debido a que se intensificaron las hostilidades entre la India y Pakistán. Después de que se firmase un armisticio en noviembre del 2003, se reanudaron las obras, que concluyeron a finales del 2004. Según fuentes militares indias, la valla ha reducido en un 80% el número de separatistas pakistaníes que cruzaban a la parte india del estado en disputa para atacar a los soldados.
Pakistán se ha opuesto a la construcción de la barrera, alegando que infringe tanto los acuerdos bilaterales entre ambos estados como las resoluciones pertinentes del Consejo de Seguridad de las Naciones Unidas sobre la región. En opinión de Pakistán, la frontera entre Jammu y Cachemira sigue sin delimitar, y la frontera vallada no puede ser edificada.